# Tepache

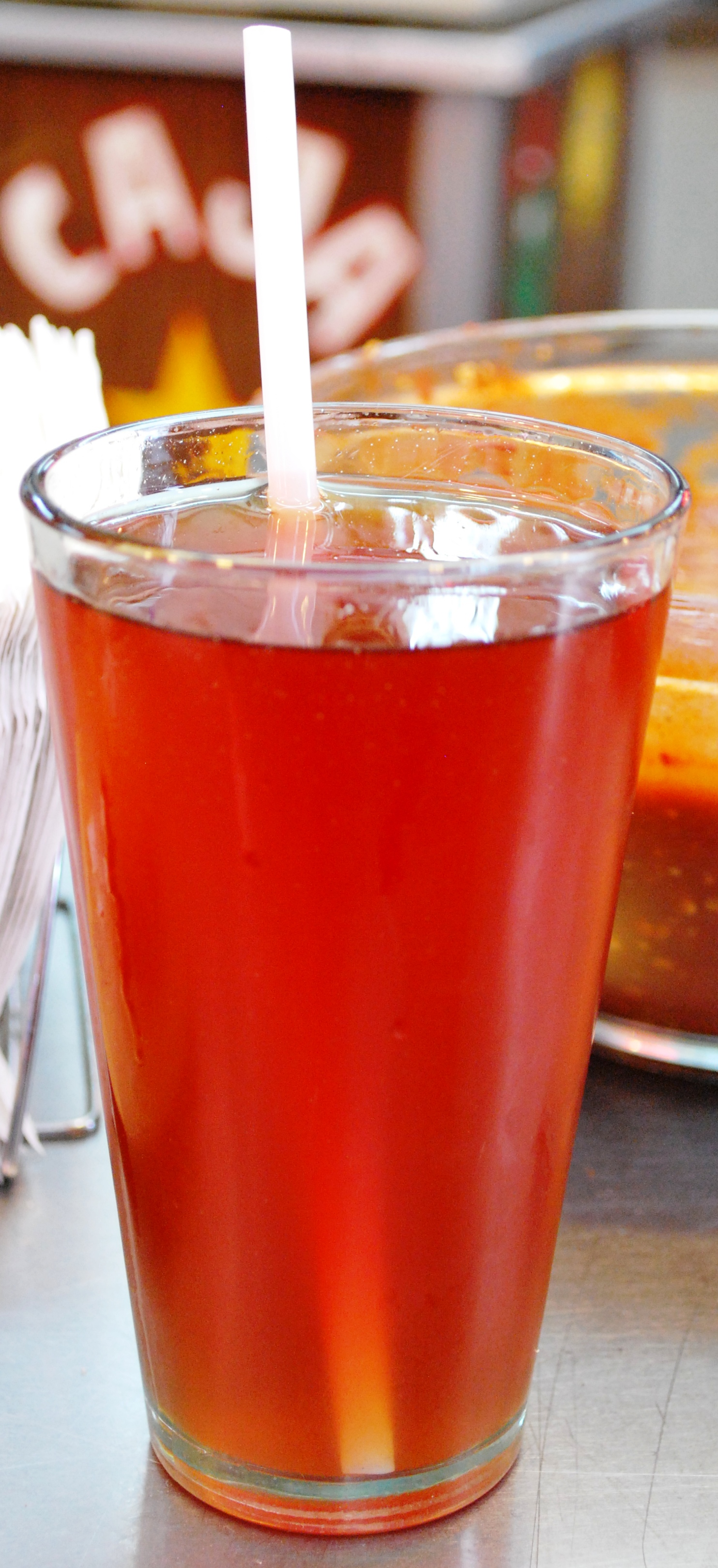
Tepache

Tepache ist ein traditionelles mexikanisches Getränk, das oft in mexikanischen Gefängnissen hergestellt und getrunken wird. Ananas, brauner Zucker (Piloncillo) und Wasser sind die Hauptbestandteile von Tepache. Zusätzlich wird Zimt und Nelken zur Aromatisierung hinzugefügt. Es kann helles Bier nach 48 Stunden zur weiteren Vergärung beigemengt werden, um die Alkoholqualität zu verbessern. Es wird kalt serviert.